# Compassion International
Compassion International es una organización internacional cristiana humanitaria evangélica sin fines de lucro que proporciona asistencia a las personas, para proyectos de desarrollo o en crisis. Su sede se encuentra en Colorado Springs, Estados Unidos y su presidente es Santiago Mellado, desde 2013.

## Historia
Compassion International es fundada por el pastor Everett Swanson (miembro de Converge) en 1952, bajo el nombre de "Everett Swanson Evangelistic Association". El pastor viajaba con soldados, a Corea para evangelizar a la invitación del Capellán General del Ejército de Corea del Sur. Durante su visita, vio a los niños huérfanos de la guerra. En 1953, se reunió fondos y al año siguiente, desarrolló un programa de  acogimiento para apoyar a los huérfanos. El dinero recaudado se utilizó para pagar la comida, el vestido, la vivienda, la asistencia médica con regularidad y las enseñanzas bíblicas a los niños. El nombre de la asociación cambió en 1963 para convertirse en "Compassion" ("Compasión"), basado en las palabras de Jesús por el Evangelio de Mateo: "Siento compasión de esta gente porque ya llevan tres días conmigo y no tienen nada que comer. No quiero despedirlos sin comer, no sea que se desmayen por el camino."
En 2022, Compassion International estaría presente en 27 países.

## Programas
Los niños reciben apoyo en centros de acogida.  La ayuda se refleja en los programas de educación, nutrición y de liderazgo.
La organización también ayuda en situaciones de emergencia y para financiar situaciones de centros de salud, tales como el terremoto de 2010 en Haití.